# Lissonota davisi
Lissonota davisi är en stekelart som först beskrevs av Henry Keith Townes, Jr. 1944.  Lissonota davisi ingår i släktet Lissonota och familjen brokparasitsteklar. Inga underarter finns listade i Catalogue of Life.